# Kanton Maure-de-Bretagne
Kanton Maure-de-Bretagne (francouzsky Canton de Maure-de-Bretagne) je francouzský kanton v departementu Ille-et-Vilaine v regionu Bretaň. Tvoří ho devět obcí.

## Obce kantonu
- Bovel
- Les Brulais
- Campel
- La Chapelle-Bouëxic
- Comblessac
- Loutehel
- Maure-de-Bretagne
- Mernel
- Saint-Séglin